# سیاه‌مرغ شانه‌زرد
سیاه‌مرغ شانه‌زرد (نام علمی: Agelaius xanthomus) نام یک گونه از سرده سیاه‌مرغ‌های معمولی آمریکایی است.

## طبقه‌بندی
شکل نمادین سیاه‌مرغ شانه‌زرد (A. x. xanthomus) اولین بار در پورتوریکو و Vieques در سال ۱۸۶۲ توسط فیلیپ اسکلتر به عنوان Icterus Xanthomus توصیف شد. زیرگونه شناخته‌شده A. x. موننسیس، یا مرغ سیاه شانه زرد مونا، توسط بارنز در سال ۱۹۴۵ از جزایر مونا و مونیتو توصیف شد.
این گونه ارتباط نزدیکی با پرنده سیاه بال قرمز (Agelaius phoeniceus) دارد و احتمالاً از آن مشتق شده است. سیاه‌مرغه شانه‌خرمایی (Agelaius humeralis)، گونه ای از کوبا و هیسپانیولا، از نظر مورفولوژیکی حد واسط بین A.xanthomus و A. phoeniceus است. تا همین اواخر، برخی از نویسندگان A.xanthomus را زیرگونه A. humeralis می‌دانستند. نسخه ۱۹۸۳ اتحادیه پرنده‌شناسان آمریکا، A.xanthomus را همراه با A. humeralis یک ابرگونه در نظر گرفت. تفاوت فیزیکی اصلی بین A. xanthomus و A. humeralis در نوک آن‌ها است، با اینکه A. humeralis به سمت قاعده گسترده‌تر است.

## ویژگی‌ها
مرغ سیاه شانه زرد، همان‌طور که از نامش پیداست، یک پرنده سیاه براق با یک لکه کوچک بازو زرد رنگ در اطراف «شانه» آن است که با حاشیه سفید مشخص شده است. افراد نابالغ دارای رنگ تیره‌تر و شکم قهوه ای هستند. اگرچه رنگ پرها بین جنس‌ها قابل تشخیص نیست، اما دوشکلی جنسی در این گونه وجود دارد که نرها بزرگتر از ماده‌ها هستند. ناهنجاری پر در این گونه نادر است. اندازه افراد بالغ از ۲۰ تا ۲۳ سانتی‌متر (۷٫۹ تا ۹٫۱ اینچ) است. به‌طور متوسط، نرها ۴۱ گرم (۱٫۴ اونس) و ماده‌ها ۳۵ گرم (۱٫۲ اونس) وزن دارند. طبقه‌بندی جنسی نیز ممکن است با اندازه‌گیری بال‌ها انجام شود، به طوری که بال‌های نر ۱٫۱ برابر بزرگتر و طول متوسط آنها ۱۰۲ سانتی‌متر (۴۰ اینچ) است، در حالی که بال‌های ماده‌ها به‌طور متوسط ۹۳٫۳ سانتی‌متر (۳۶٫۷ اینچ) طول دارند.

## حفاظت و زیستگاه
این گونه زمانی معمولاً در جنگل‌های ساحلی مجمع‌الجزایر پورتوریکو یافت می‌شد، اما در آغز سدۀ بیستم، این جنگل‌ها قطع شدند تا امکان توسعه مزارع نیشکر فراهم شود. پس از افول صنعت شکر پس از دهه ۱۹۳۰، مناطق ساحلی برای مسکن توسعه یافتند. در نتیجه، این گونه در حال حاضر به سه منطقه محدود شده است: جزایر مونا و مونیتو، جایی که یک زیرگونه توسعه یافته است (A. g. xmonensis). منطقه ایستگاه نیروی دریایی Roosevelt Roads در شرق پورتوریکو. و جنگل‌های خشک پورتوریکوی جنوبی و جنگل‌های حرا. اگرچه هر سه مکان به عنوان جنگل‌های خشک نیمه‌گرمسیری ساحلی در نظر گرفته می‌شوند، اما این گونه تا شهر کوهستانی لارس و در جنگل‌های نمناک نیمه‌گرمسیری در طول فصل غیرتولیدمثل دیده شده است. این گونه همچنین در پناهگاه ملی حیات وحش کابو روخو دیده شده است. تخریب زیستگاه و انگل مولدین توسط پرنده گاوی براق (Molothrus bonariensis) سبب کاهش شدید جمعیت از میانۀ دهۀ ۱۹۷۰ تا اوایل دهه ۱۹۸۰ شد. در سال ۱۹۷۶، جمعیت فرم نمادین ۲۰۰۰ نفر برآورد شد، اما در سال ۱۹۸۲، برآورد جمعیت به ۳۰۰ نفر کاهش یافت. تلاش‌های حفاظتی جمعیت را به ۱۲۵۰ جفت افزایش داده است.
در سال ۱۹۷۶ پست و وایلی جمعیت زیرگونه مونا را ۲۰۰ نفر برآورد کردند. شمارش و مطالعات بعدی از سال ۱۹۸۱ تا ۱۹۹۵ جمعیت را بین ۲۲۰ تا ۴۰۰ نفر برآورد کرد. مطالعات انجام‌شده در جزیره مونیتو، واقع در ۵ کیلومتری (۳٫۱ مایلی) شمال غربی مونا، نشان داد که به‌طور متوسط ۲۵ فرد در حال پرورش هستند. این مطالعات همچنین نشان داد که پرندگان از ساحل غربی مونا به مونیتو سفر کردند. سیاه‌مرغ شانه‌زرد پرندگانی غیرمهاجر هستند، اما بخشی از جمعیت فرم نام‌گذاری شده برای تغذیه از نواحی ساحلی به مناطق داخلی در طول فصل غیرتولیدمثل نقل مکان می‌کنند.